# To nic kiedy płyną łzy
To nic kiedy płyną łzy – pierwszy singel promujący pierwszy album studyjny polskiej piosenkarki Sashy Strunin pt. Sasha. Jego premiera odbyła się w czerwcu 2009.
Utwór notowany był w pierwszej piątce polskiej listy airplay. Zrealizowany do niego teledysk był jednym z najczęściej oglądanych w serwisie Interia.pl. Z piosenką Strunin ubiegała się o udział w konkursie Sopot Festival 2009.

## Notowania
| Kraj   | Lista (2009)                              | Najwyższa pozycja na liście |
| ------ | ----------------------------------------- | --------------------------- |
| Polska | Radio Bielsko (Codzienna Lista Przebojów) | 1                           |
| Polska | Radio Eska (Gorąca 20)                    | 2                           |
| Polska | Radio dla Ciebie (Extralista RDC)         | 29                          |
| Polska | Radio Zet (Liga Hitów)                    | 7                           |
| Polska | RDN Małopolska (Lista przebojów)          | 3                           |
| Polska | RMF FM (Poplista)                         | 1                           |
| Polska | Wietrzne Radio (Top 15)                   | 2                           |

### Pozycje na listach rocznych
| Kraj   | Lista (2009)             | Najwyższa pozycja na liście |
| ------ | ------------------------ | --------------------------- |
| Polska | Radio Eska (Gorąca 100)  | 48                          |
| Polska | RMF FM (Top 50 Poplisty) | 3                           |

## Wyróżnienia
| Rok  | Konkurs                             | Kategoria         | Rezultat    |
| ---- | ----------------------------------- | ----------------- | ----------- |
| 2009 | Przebój lata RMF FM                 | Przebój lata 2009 | 26. miejsce |
| 2009 | Przebój roku RMF FM                 | Przebój roku 2009 | 42. miejsce |
| 2009 | Plebiscyt NetFan.pl i Nowastacja.pl | Przebój roku 2009 | 14. miejsce |
| 2010 | Mikrofony Popcornu 2009             | Przebój polski    | Nominacja   |
| 2010 | Złote Dzioby 2009                   | Przebój roku      | Nominacja   |